# Won Yip
Won Yip (Tilburg, 30 juli 1969) is een Nederlands horecaondernemer, investeerder en televisiepersoonlijkheid. Yip is vooral bekend vanwege zijn rol als panellid in de Nederlandse versie van het televisieprogramma Dragons' Den.

## Biografie
Yip werd geboren als kind van Chinese ouders, die begin jaren zestig naar Nederland gevlucht waren en in Vlissingen een Chinees restaurant bestierden. Hij volgde de mavo op het Prins Willem Alexander College in Vlissingen, maar verliet dat als veertienjarige zonder diploma. Op negentienjarige leeftijd kocht hij zijn eerste café, aan de Grote Markt in Goes. Een jaar later volgde een café aan de Dam in Amsterdam. In 2021 was hij een van de grootste horeca-uitbaters van Amsterdam, met verscheidene cafés op en rond de Dam.
Yip heeft verschillende horecazaken in Nederland en werd in 2017 mede-eigenaar van de restaurantketen Sushisamba. Ook heeft hij vastgoed en investeringen in meerdere landen. In 2016 kocht hij een etage in het Amsterdamse gebouw Pontsteiger, dat geafficheerd werd als het duurste en grootste appartement van Nederland. Hij splitste de etage in vieren en verkocht In de loop van drie jaar het grootste deel; in 2019 had hij nog een kwart van het oorspronkelijke penthouse in bezit. Yip is tevens opdrachtgever van het in 2024 opgeleverde hotel The Diamond aan het Leidseplein in Amsterdam met zijn controversiële vormgeving.

### Televisiewerk
In 2020 en 2021 was Yip te zien als panellid in het televisieprogramma Dragons' Den, uitgezonden door WNL. Vanaf het voorjaar van 2022 verhuisde het programma naar Viaplay, met Yip wederom als panellid. Voorafgaand aan het seizoen dat in het najaar van 2023 van start ging, weer uitgezonden door WNL, werd bekend dat Yip niet terugkeerde als panellid. Hij kon vanwege zijn andere werkzaamheden niet langer tijd vrijmaken voor het investeringsprogramma.

## Documentaire
Op 27 september 2022 ging een documentaire over het leven van Yip met de titel Koning op de Dam in première tijdens het Nederlandse Film Festival in Utrecht.